# Nagahama
Nagahama (jap. 長浜市, -shi, wörtlich: langer Strand) ist eine Stadt in der japanischen Präfektur Shiga am Biwa-See.

## Geschichte
Die Ernennung zur Shi erfolgte am 1. April 1943 mit dem Zusammenschluss der Chō Nagahama (長浜町, -chō) mit den Mura Ibuki (伊吹村, -mura), Minamigōri (南郷里村, -mura), Kamiteru (神照村, -mura), Kanda (神田村, -mura), Kitagōri (北郷里村, -mura), Nishikuroda (西黒田村, -mura) und Rokushō (六荘村, -mura) im Sakata-gun (坂田郡). Am 13. Februar 2006 wurde Azai (浅井町, -chō) im Higashizai-gun (東浅井郡) in Nagahama eingemeindet.
Die Insel Chikubu-shima im Biwa-See wird von der Stadt verwaltet.

## Sehenswürdigkeiten

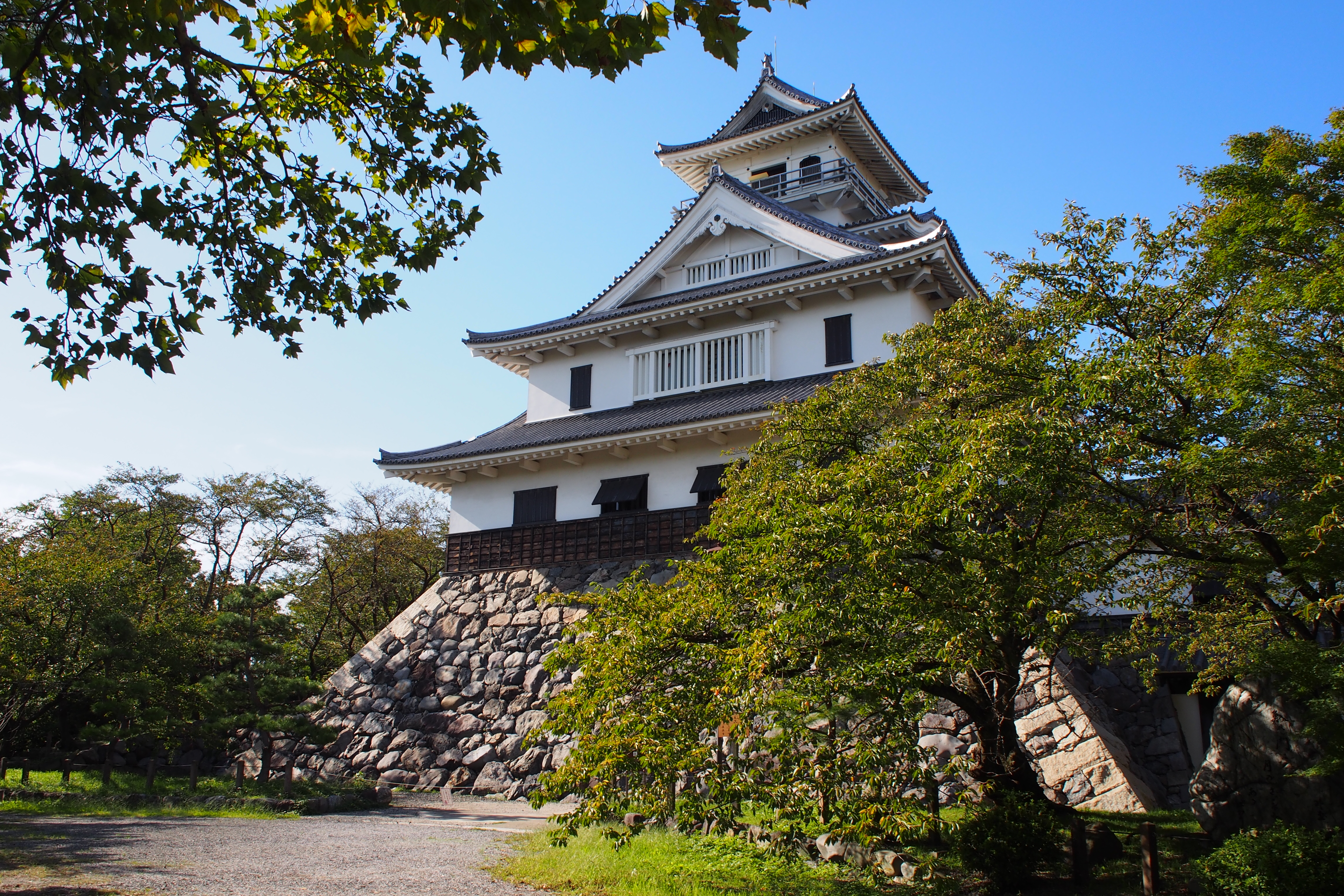
Burg Nagahama

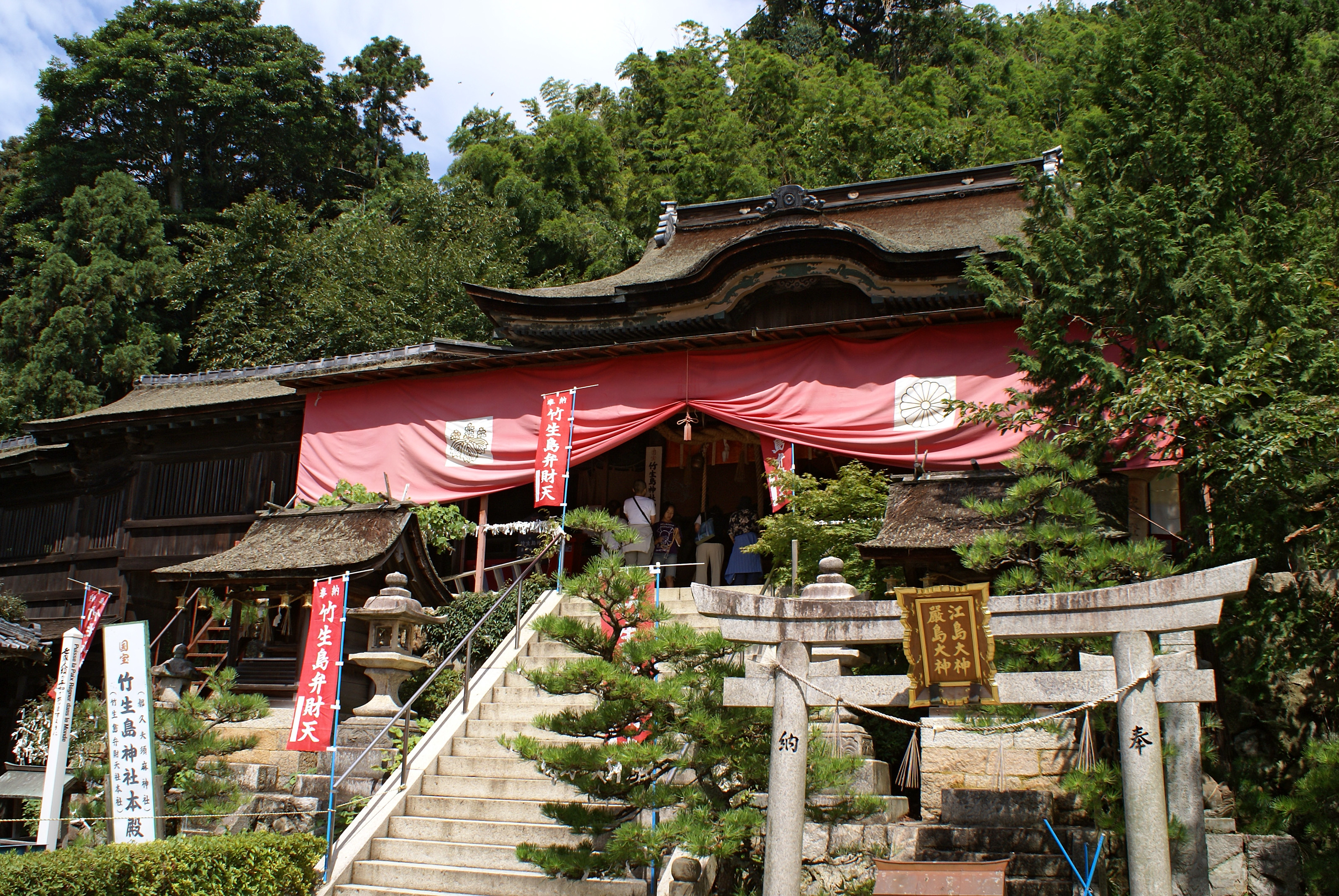
Tsukubusuma-Schrein auf Chikubu-shima

### In und um Nagahama
- Ruinen der Burg Nagahama (長浜城)
- Keiunkan (慶雲館, Garten)
- Kunitomo (国友, historisches Dorf, in dem Feuerwaffen hergestellt wurden)
- Narita Museum (成田美術館)

Shintō-Schreine und buddhistische Tempel:
- - Daitsū-ji (大通寺)
  - Hōkoku-Schrein (豊国神社, Hōkoku-jinja)
  - Nagahama Hachiman-gū (長浜八幡宮)
  - Shana-in (舎那院)

### Auf Chikubu-shima im Biwa-See
- Hōgon-ji (宝厳寺)
- Tsukubusuma-Schrein (都久夫須麻神社, Tsukubusuma-jinja)

## Verkehr
- Straße:

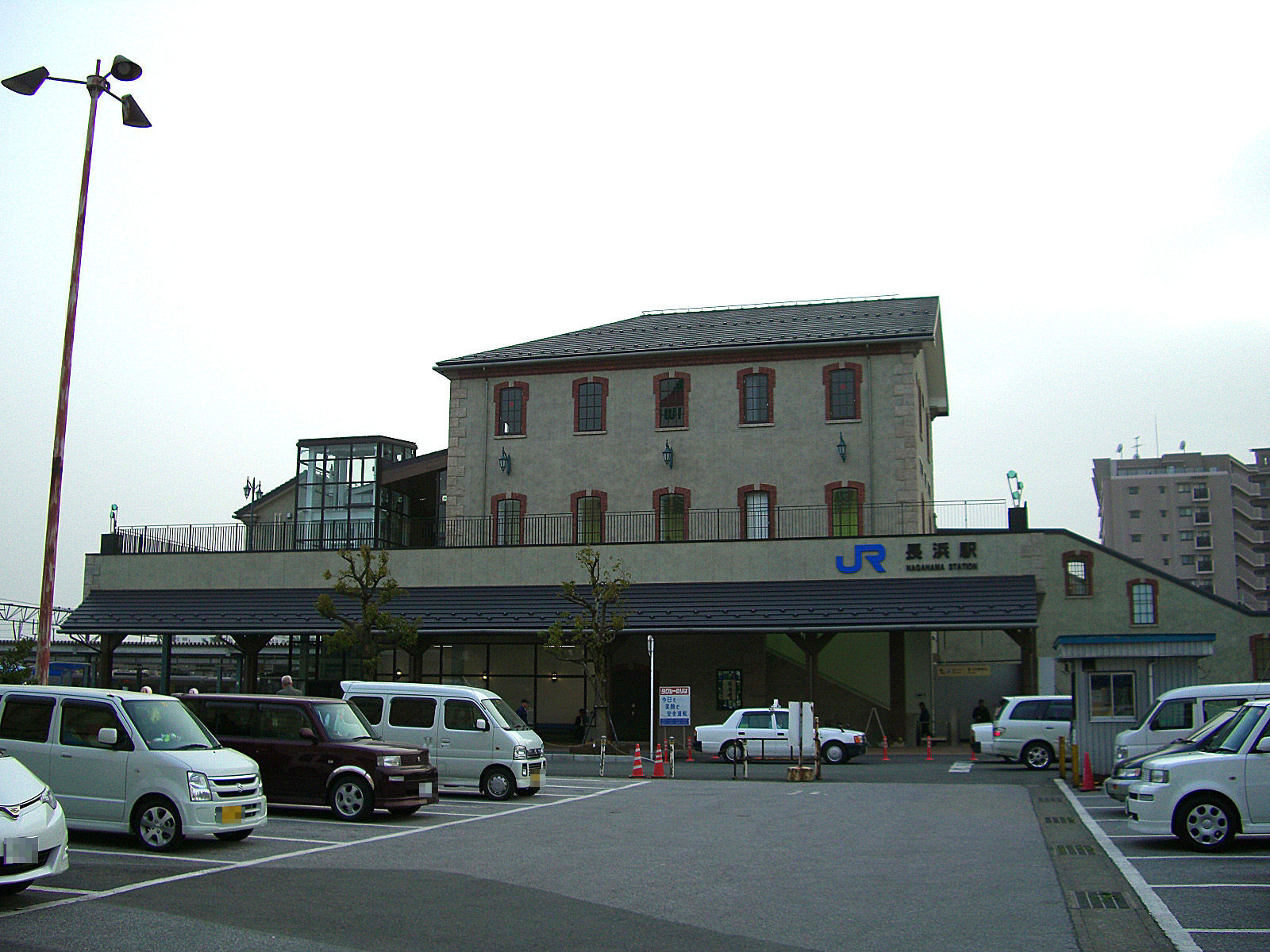
Bahnhof Nagahama

  - Hokuriku-Autobahn, nach Niigata oder Maibara
  - Nationalstraße 8, nach Niigata oder Kyōto
  - Nationalstraße 365
- Zug:
  - JR Hokuriku-Hauptlinie (Biwako-Linie), nach Fukui und Kanazawa

## Städtepartnerschaften
Nagahama listet folgende vier Partnerstädte auf:
| Stadt        | Land                | seit | Typ                |
| ------------ | ------------------- | ---- | ------------------ |
| Augsburg     | Bayern, Deutschland | 1959 | Schwesterstadt     |
| Nishinoomote | Kagoshima, Japan    | 1987 | Städtefreundschaft |
| Tatsuno      | Hyogo, Japan        | 2001 | Schwesterstadt     |
| Verona       | Venetien, Italien   | 1992 | Schwesterstadt     |

## Angrenzende Städte und Gemeinden
- Maibara

## Persönlichkeiten
- Kobayakawa Hideaki (1582–1602), Feldherr in der Azuchi-Momoyama-Zeit

## Weblinks

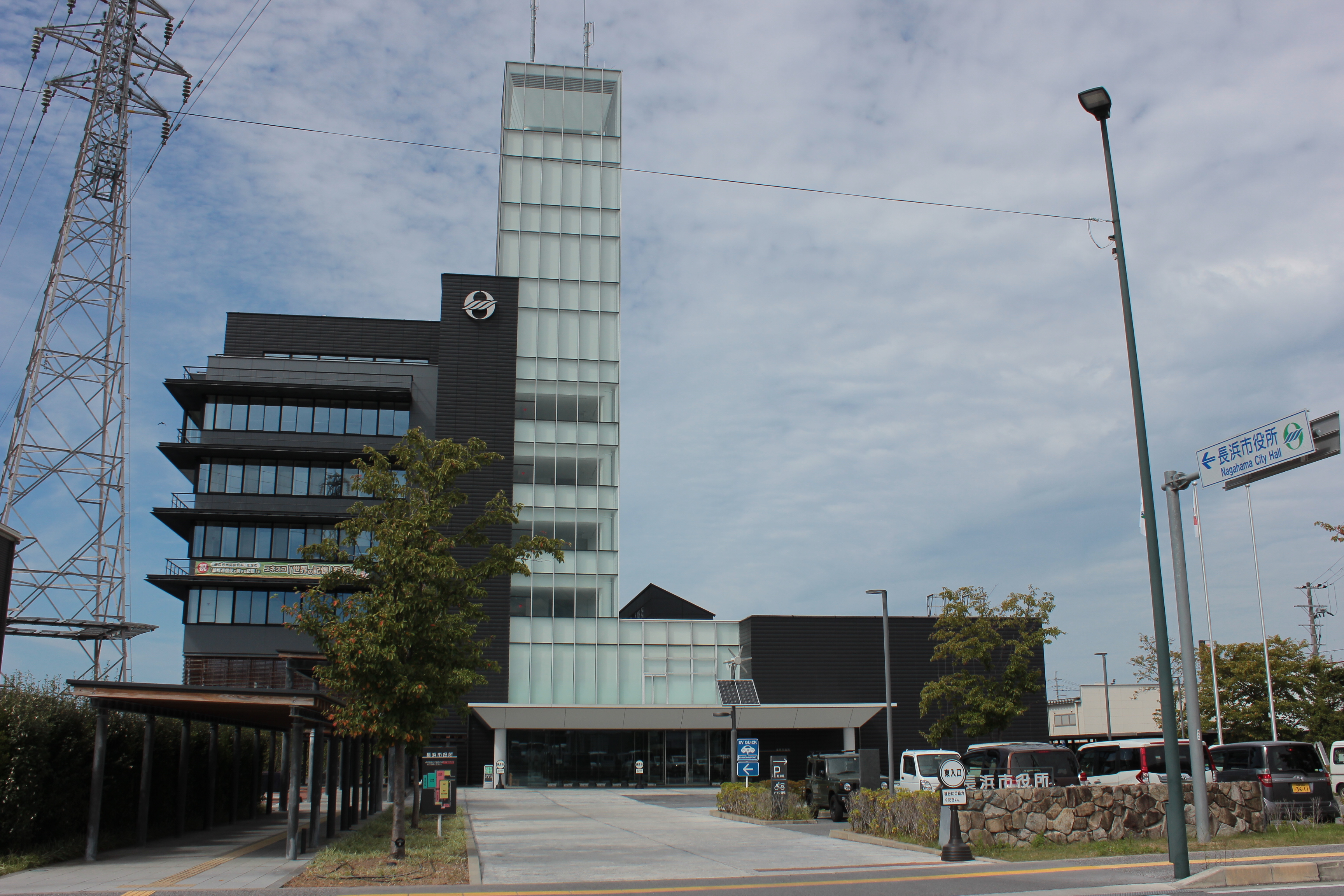
Rathaus